# Lupcourt
Lupcourt est une commune française située dans le département de Meurthe-et-Moselle, en région Grand Est.

## Géographie

### Localisation
Lupcourt est une commune rurale qui se trouve au nord-est de la France en Meurthe-et-Moselle, au sud de Nancy et à l'ouest de Saint-Nicolas-de-Port.
Elle est traversée par le sentier de grande randonnée de pays GRP Autour de Nancy.

### Communes limitrophes
Lupcourt est voisine des communes de Ville-en-Vermois, Fléville-devant-Nancy, Ludres, Richardménil, Flavigny-sur-Moselle et Azelot.
| Ludres               |          | Ville-en-Vermois |
| Richardménil         | Lupcourt |                  |
| Flavigny-sur-Moselle |          | Azelot           |

### Géologie et relief
La superficie de la commune est de 6,94 km2 ; son altitude varie de 226  à   322 mètres.
Le village fait partie au Vermois, petit plateau qui s'étend de Richardménil à Saint-Nicolas-de-Port et dont la vocation est depuis longtemps agricole. Ce « balcon » étroit et allongé est constitué de côtes de grès infraliasiques, couronnées de calcaires et d'argiles. Il domine la vallée de la Moselle à l'ouest et les vallées de la Meurthe et de la Mortagne à l'est. Son relief y est plus vallonné que dans le reste du plateau lorrain, avec des lignes de côtes et de buttes-témoins.

### Hydrographie
La commune est dans le bassin versant du Rhin au sein du bassin Rhin-Meuse. Elle est drainée par le ruisseau de Bras, le ruisseau de l'Étang et le ruisseau d'Hurpont,.

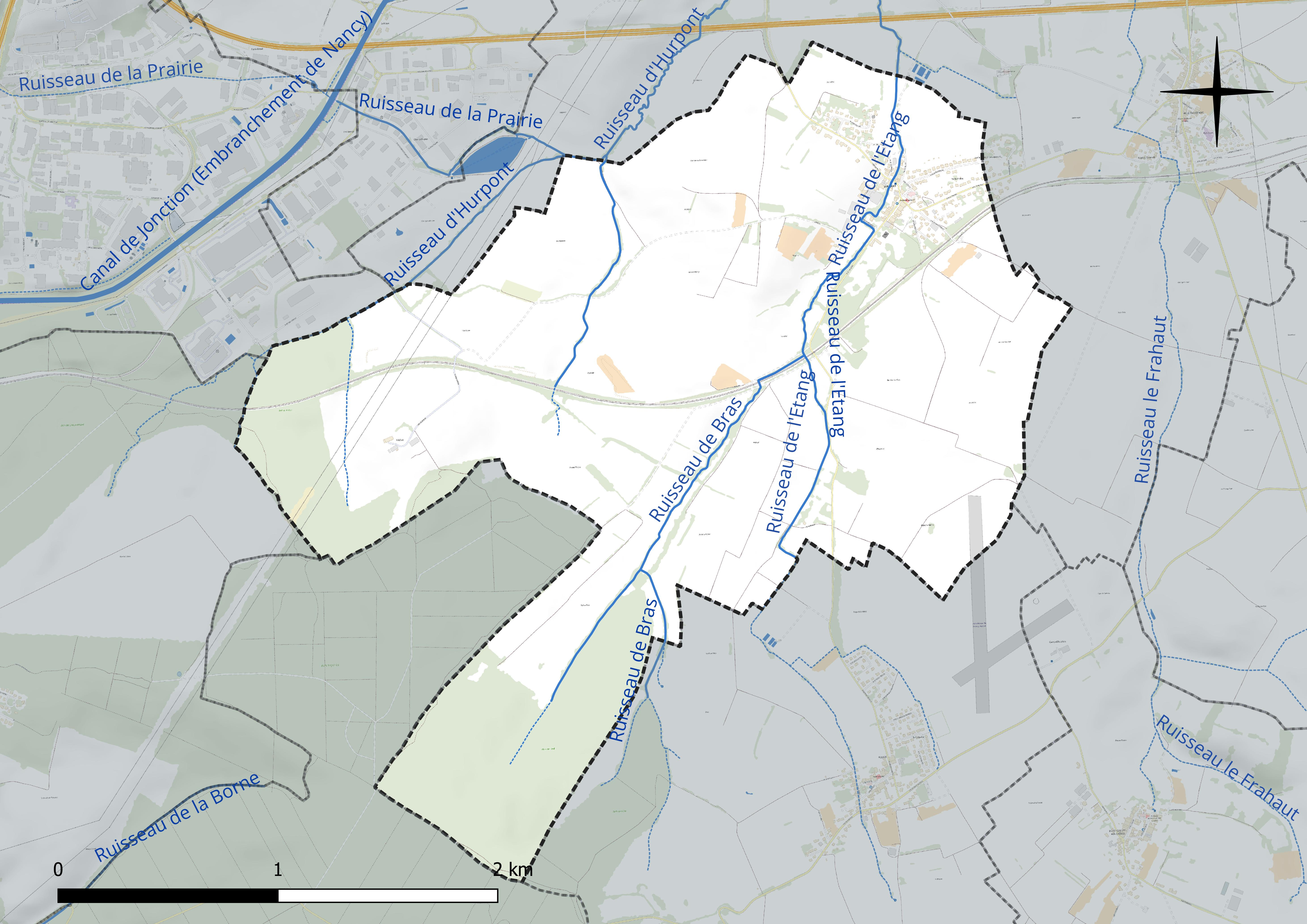
Carte hydrographique de la commune.
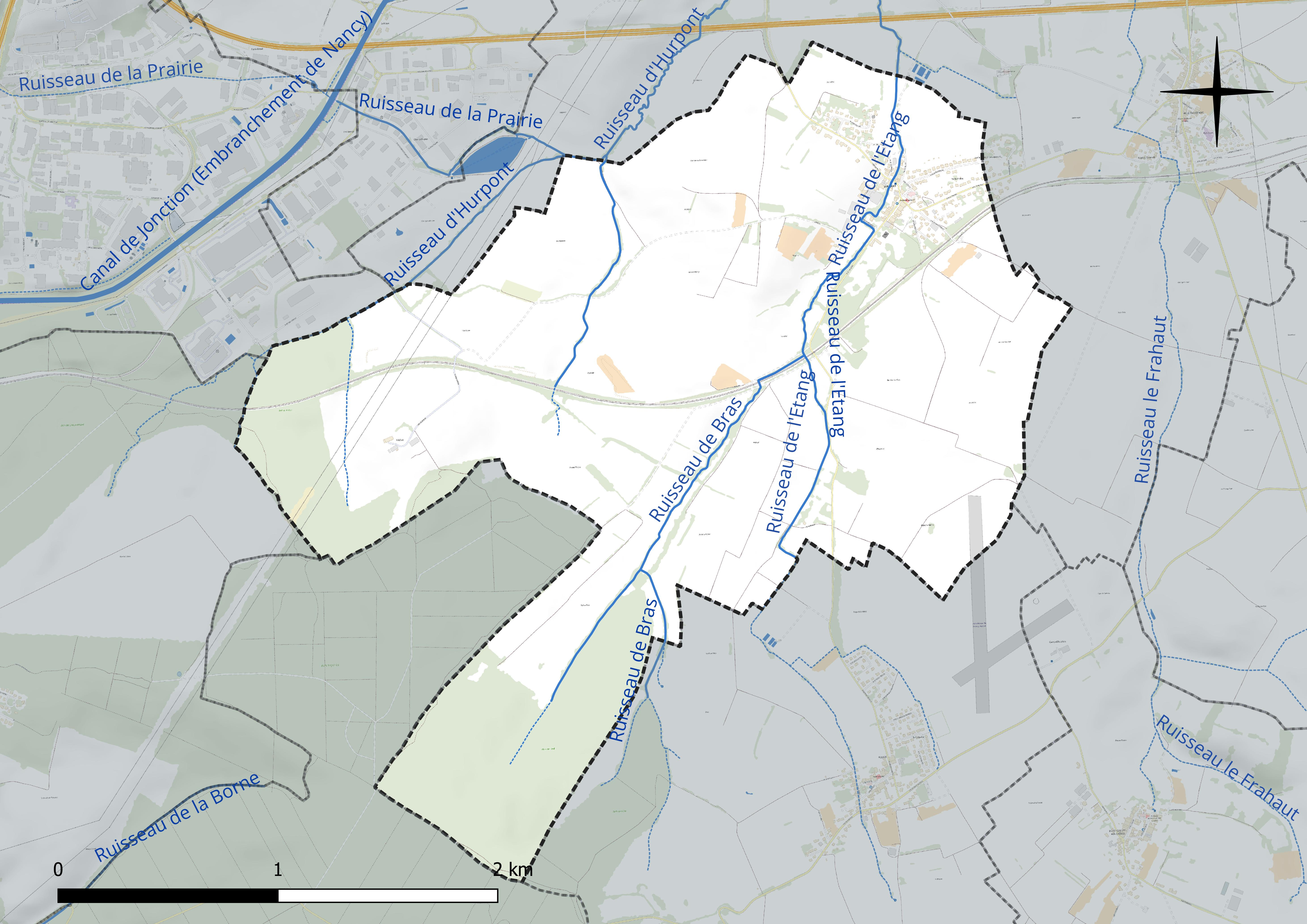
Réseau hydrographique de Lupcourt.

### Climat
Pour des articles plus généraux, voir Climat du Grand Est et Climat de Meurthe-et-Moselle.
En 2010, le climat de la commune est de type climat des marges montargnardes, selon une étude du Centre national de la recherche scientifique s'appuyant sur une série de données couvrant la période 1971-2000. En 2020, Météo-France publie une typologie des climats de la France métropolitaine dans laquelle la commune est exposée à un climat semi-continental et est dans la région climatique Lorraine, plateau de Langres, Morvan, caractérisée par un hiver rude (1,5 °C), des vents modérés et des brouillards fréquents en automne et hiver.
Pour la période 1971-2000, la température annuelle moyenne est de 9,8 °C, avec une amplitude thermique annuelle de 17 °C. Le cumul annuel moyen de précipitations est de 802 mm, avec 12,7 jours de précipitations en janvier et 9,5 jours en juillet. Pour la période 1991-2020, la température moyenne annuelle observée sur la station météorologique de Météo-France la plus proche, « Nancy-Essey », sur la commune de Tomblaine à 8 km à vol d'oiseau, est de 11,0 °C et le cumul annuel moyen de précipitations est de 746,3 mm. 
La température maximale relevée sur cette station est de 40,1 °C, atteinte le 24 juillet 2019 ; la température minimale est de −24,8 °C, atteinte le 21 février 1956,,.
Les paramètres climatiques de la commune ont été estimés pour le milieu du siècle (2041-2070) selon différents scénarios d'émission de gaz à effet de serre à partir des nouvelles projections climatiques de référence DRIAS-2020. Ils sont consultables sur un site dédié publié par Météo-France en novembre 2022.

## Urbanisme

### Typologie
Au 1er janvier 2024, Lupcourt est catégorisée bourg rural, selon la nouvelle grille communale de densité à sept niveaux définie par l'Insee en 2022.
Elle est située hors unité urbaine. Par ailleurs la commune fait partie de l'aire d'attraction de Nancy, dont elle est une commune de la couronne,. Cette aire, qui regroupe 353 communes, est catégorisée dans les aires de 200 000 à moins de 700 000 habitants,.

### Occupation des sols

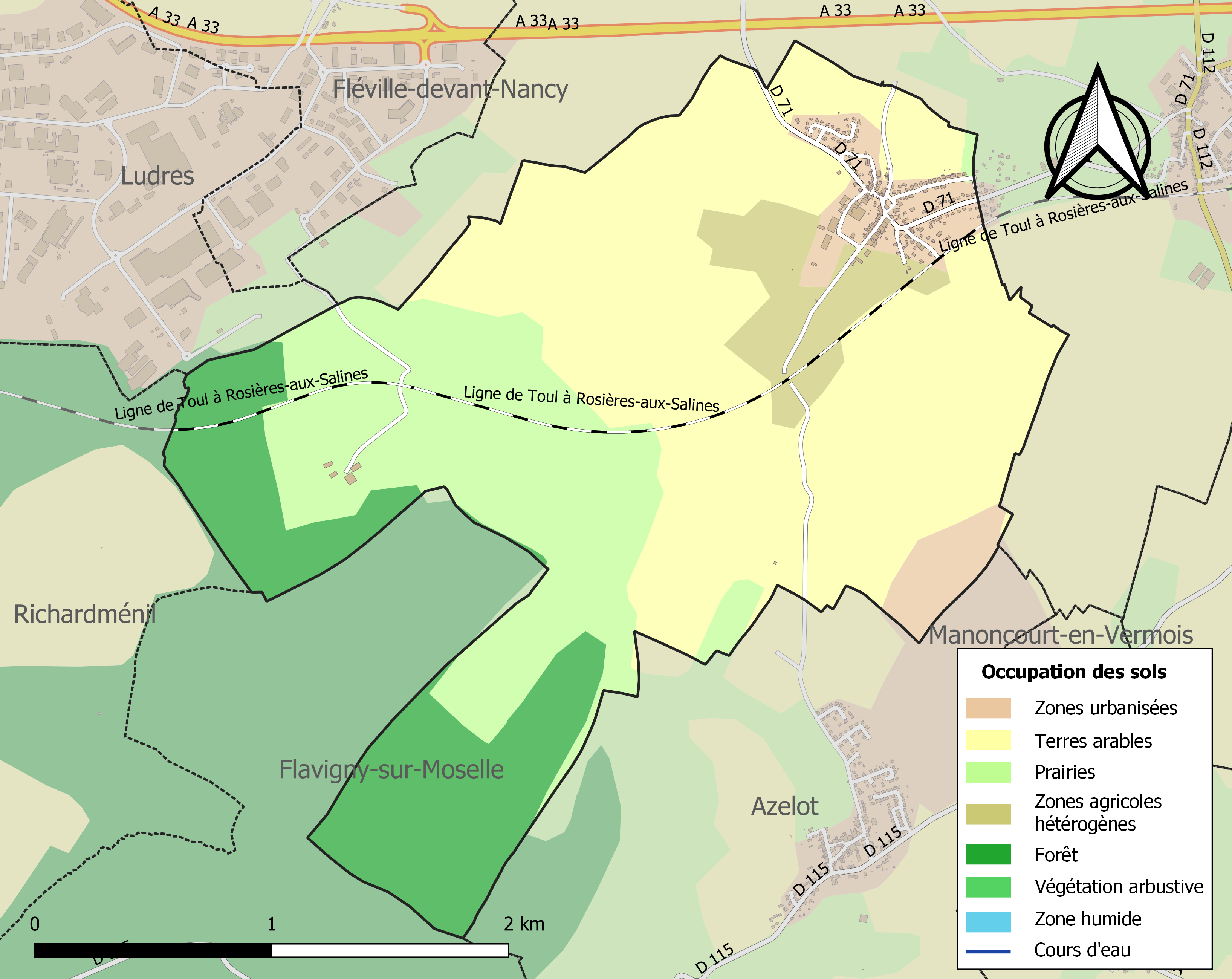
Carte des infrastructures et de l'occupation des sols de la commune en 2018 (CLC).

L'occupation des sols de la commune, telle qu'elle ressort de la base de données européenne d’occupation biophysique des sols Corine Land Cover (CLC), est marquée par l'importance des territoires agricoles (76,1 % en 2018), en diminution par rapport à 1990 (78,5 %). La répartition détaillée en 2018 est la suivante : terres arables (46,1 %), prairies (24,1 %), forêts (17,3 %), zones agricoles hétérogènes (5,9 %), zones urbanisées (4,2 %), espaces verts artificialisés, non agricoles (2,4 %). L'évolution de l’occupation des sols de la commune et de ses infrastructures peut être observée sur les différentes représentations cartographiques du territoire : la carte de Cassini (XVIIIe siècle), la carte d'état-major (1820-1866) et les cartes ou photos aériennes de l'IGN pour la période actuelle (1950 à aujourd'hui).

### Habitat et logement
En 2020, le nombre total de logements dans la commune était de 182, alors qu'il était de 177 en 2015 et de 162 en 2010.
Parmi ces logements, 94 % étaient des résidences principales, 0 % des résidences secondaires et 6 % des logements vacants. Ces logements étaient pour 92,8 % d'entre eux des maisons individuelles et pour 7,2 % des appartements.
Le tableau ci-dessous présente la typologie des logements à Lupcourt en 2020 en comparaison avec celle de Meurthe-et-Moselle et de la France entière. Une caractéristique marquante du parc de logements est ainsi l'absence de résidences secondaires et logements occasionnels, à comparer avec la proportion  départementale (2,1 %) et nationale (9,7 %). Concernant le statut d'occupation de ces logements, 85,3 % des habitants de la commune sont propriétaires de leur logement (88 % en 2015), contre 57,3 % pour la Meurthe-et-Moselle et 57,5 pour la France entière.
| Typologie                                               | Lupcourt | Meurthe-et-Moselle | France entière |
| ------------------------------------------------------- | -------- | ------------------ | -------------- |
| Résidences principales (en %)                           | 94       | 88,6               | 82,1           |
| Résidences secondaires et logements occasionnels (en %) | 0        | 2,1                | 9,7            |
| Logements vacants (en %)                                | 6        | 9,3                | 8,2            |

### Voies de communication et transports
Lupcourt est tangentée au nord par l'autoroute A33, dont l'accès le proche est celui de Saint-Nicolas-de-Port.
La commune est traversée par la ligne de Toul à Rosières-aux-Salines, qui permet de contourner Nancy, mais n'est pas utilisée pour le service voyageurs.
Une partie de l'aérodrome de Nancy - Azelot, utilisé pour la pratique d’activités de loisirs et de tourisme (aviation légère et parachutisme), se trouve sur le territoire communal.

## Toponymie
Le nom de la localité est attesté sous les formes Alodium in Locurt (1127-1168) ; Loucurt (1142) ; Ludovicus de Loucort (1178) ; Locort (1183) ; Lochorth (1189) ; Loucourt (1258) ; Loupcourt au Vermois (1340) ; Luppicuria (1402) ; Loupcourt (1420) ; Lucourt (1592).

Le mot loup est issu du latin lupus, à l’origine de nombreux noms ou surnoms de personnes, qui à leur tour ont été à l’origine de nombreux toponymes. Lupus a été utilisé comme nom propre, notamment par les Wisigoths qui avaient adopté ce nom latin, et a eu comme dérivé Lupcourt avec cortem, « domaine ».

## Histoire
Petit village datant du Moyen Âge comportant un château historique aménagé principalement par la famille de Mahuet. Ce petit village de province a survécu aux deux grandes guerres, laissant comme trace de passage des marques de balles sur d'anciennes maisons. On en compte maintenant plus que deux aujourd'hui : une au centre du village et l'autre au bord du périmètre de ce dernier.

## Politique et administration

### Rattachements administratifs et électoraux

#### Rattachements administratifs
La commune se trouve dans l'arrondissement de Nancy du département de la Meurthe-et-Moselle.
Elle faisait partie depuis 1793 du canton de Saint-Nicolas-de-Port. Dans le cadre du redécoupage cantonal de 2014 en France, cette circonscription administrative territoriale a disparu, et le canton n'est plus qu'une circonscription électorale.

#### Rattachements électoraux
Pour les élections départementales, la commune fait partie depuis 2014 du canton de Jarville-la-Malgrange
Pour l'élection des députés, elle fait partie de la quatrième circonscription de Meurthe-et-Moselle.

### Intercommunalité
Lupcourt était membre de la communauté de communes du Saintois au Vermois, un établissement public de coopération intercommunale (EPCI) à fiscalité propre créé en 2004 et auquel la commune avait transféré un certain nombre de ses compétences, dans les conditions déterminées par le code général des collectivités territoriales.
Dans le cadre des dispositions de la loi de réforme des collectivités territoriales du 16 décembre 2010, qui a prévu le renforcement et la simplification des intercommunalités et la constitution de structures intercommunales de grande taille,  cette intercommunalité a été supprimée le 1er janvier 2014, et certaines de ses communes, dont Lupcourt, ont rejoint la communauté de communes des Pays du Sel et du Vermois.

### Liste des maires
| Période                                  | Période                   | Identité              | Étiquette | Qualité                         |
| ---------------------------------------- | ------------------------- | --------------------- | --------- | ------------------------------- |
| Les données manquantes sont à compléter. |                           |                       |           |                                 |
|                                          |                           |                       |           |                                 |
| juin 1995                                | mars 2001                 | Louis Simonin         | SE        |                                 |
| mars 2001                                | mars 2014                 | Pierre Bernard        | SE        |                                 |
| mars 2014                                | mai 2020                  | Pascal Jandin         |           | Cadre supérieur (secteur privé) |
| mai 2020                                 | mai 2023                  | Patrice Legay         |           | Ancien cadre Démissionnaire     |
| juin 2023                                | En cours (au 5 mars 2024) | Jean-François Stemetz |           | Artisan                         |

## Population et société

### Démographie
L'évolution du nombre d'habitants est connue à travers les recensements de la population effectués dans la commune depuis 1793. Pour les communes de moins de 10 000 habitants, une enquête de recensement portant sur toute la population est réalisée tous les cinq ans, les populations de référence des années intermédiaires étant quant à elles estimées par interpolation ou extrapolation. Pour la commune, le premier recensement exhaustif entrant dans le cadre du nouveau dispositif a été réalisé en 2004.

En 2022, la commune comptait 416 habitants, en évolution de −9,17 % par rapport à 2016 (Meurthe-et-Moselle : −0,13 %, France hors Mayotte : +2,11 %).
| 1793 | 1800 | 1806 | 1821 | 1831 | 1836 | 1841 | 1846 | 1851 |
| ---- | ---- | ---- | ---- | ---- | ---- | ---- | ---- | ---- |
| 266  | 216  | 313  | 293  | 320  | 300  | 300  | 305  | 300  |

| 1856 | 1861 | 1872 | 1876 | 1881 | 1886 | 1891 | 1896 | 1901 |
| ---- | ---- | ---- | ---- | ---- | ---- | ---- | ---- | ---- |
| 274  | 252  | 226  | 232  | 285  | 269  | 248  | 261  | 270  |

| 1906 | 1911 | 1921 | 1926 | 1931 | 1936 | 1946 | 1954 | 1962 |
| ---- | ---- | ---- | ---- | ---- | ---- | ---- | ---- | ---- |
| 256  | 219  | 187  | 204  | 286  | 188  | 182  | 184  | 159  |

| 1968 | 1975 | 1982 | 1990 | 1999 | 2004 | 2006 | 2009 | 2014 |
| ---- | ---- | ---- | ---- | ---- | ---- | ---- | ---- | ---- |
| 146  | 195  | 286  | 273  | 278  | 333  | 352  | 406  | 442  |

| 2019 | 2022 | - | - | - | - | - | - | - |
| ---- | ---- | - | - | - | - | - | - | - |
| 428  | 416  | - | - | - | - | - | - | - |

## Culture locale et patrimoine

### Lieux et monuments
- Ancien domaine du château de Lupcourt  Inscrit MH (1996, partiel)[26], fondé au début du XVIIe siècle et aménagé principalement au début du XVIIIe siècle par la famille de Mahuet. Les dépendances datent de 1610 (elles appartenaient à une maison forte détruite au début du XVIIe siècle). Le parc est aménagé, avec bassins et escaliers, au début du XVIIIe siècle.
- Tour carrée, vestige du château XVIe siècle.
- Église : tour romane remaniée au XVIIIe siècle, nef et chevet fin XVIIIe siècle.
- Vestiges d'un prieuré du XVIIIe siècle près de l'église.

### Héraldique, logotype et devise
| Blason de Lupcourt | Blason  | Coupé : au 1er d'argent au loup de sable, au 2e parti au I d'azur à trois besants d'or, au chef d'argent chargé d'un léopard de gueules, au II d'azur à la tour d'argent maçonnée de sable accompagnée de trois croisettes fleuronnées d'or mal ordonnées. |
| Blason de Lupcourt | Détails | Le statut officiel du blason reste à déterminer. |

## Pour approfondir